# Агаев, Аббасага Якуб оглы
Аббасага Якуб оглы Агаев (азерб. Abbasağa Yaqub oğlu Ağayev; род. 1937, Ашагы Караманлы, Сальянский район) — советский азербайджанский хлопковод, лауреат Государственной премии СССР (1981). Заслуженный механизатор сельского хозяйства Азербайджанской ССР (1975), мастер машинной уборки хлопка Азербайджанской ССР (1976).

## Биография
Родился в 1937 году в селе Ашагы-Караманлы (ныне — в Нефтечалинском районе) Азербайджанской ССР.
С 1971 года — бригадир хлопководческой бригады, с 1981 года — председатель колхоза имени Ю. Касимова Нефтечалинского района Азербайджанской ССР.
Аббасага Агаев проявил себя на работе трудолюбивым и умелым тружеником. Будучи бригадиром, организовал в своей бригаде механизаторское звено, бригада сама сажала хлопок, культивировала его и сама же его собирала машиной. Агаев все больше вводил в оборот механизацию — машинную уборку хлопка, и уже по окончании IX пятилетки, машинными агрегатами собиралось 70 процентов всего хлопка, полученного в бригаде. Начало X пятилетки в бригаде было многообещающим — в 1976 году бригада получила высокий урожай хлопка и победила в социалистическом соревновании по району, Аббасага Агаев со своей машины выгрузил 200 тонн хлопка, а уже к концу пятилетнего плана — в 1980 году коллектив бригады получил урожай хлопка 70 центнеров с гектара и продал государству 858 тонн хлопка, вместо плановых 490 тонн. С назначением на пост председателя колхоза Аббасага Агаев продолжил свою плодотворную деятельность, к 1983 году хозяйство числилось одним из передовых в районе.
Постановлением ЦК КПСС и Совета Министров СССР от 7 ноября 1981 года, за освоение и внедрение прогрессивной технологии, комплексной механизации при возделывании технических, овощных культур, картофеля и хлопка, получение высоких и устойчивых урожаев Агаеву Аббасаге Якуб оглы присуждена Государственная премия СССР.
Проживает в селе Ашагы Караманлы Нефтечалинского района